# Tihiro Ohkawa
Tihiro Ohkawa (jap. 大河千弘, Ōkawa Chihiro; * 1928 in Kanazawa; † 27. September 2014 in La Jolla, Kalifornien) war ein japanischer Physiker, der sich mit Plasmaphysik und Teilchenbeschleunigern beschäftigte.
Ohkawa studierte an der Universität Tokio Physik, wo er auch promoviert wurde. Noch während des Zweiten Weltkriegs war er (mit 16 Jahren) Mitglied der Gruppe von Yoshio Nishina zur Erforschung Kosmischer Höhenstrahlung. Er war Forscher am CERN und an der Midwestern State University (bzw. bei MURA), bevor er Professor an der Universität Tokio wurde. 1960 ging er zu General Atomics, wo er ein Fusionsforschungsprojekt leitete und Vizepräsident sowie später stellvertretender Vorstandsvorsitzender wurde. 1994 verließ er General Atomics, um TOYO Technologies zu gründen, deren Präsident er ist. 2004 war er mit Masano Nishikawa Mitgründer von Nano Fusion Technologies für die Entwicklung von Mikrofluidik (wie kleine elektroosmotische Pumpen). Außerdem war er Physik-Professor an der University of California, San Diego.
1955 entwickelte er unabhängig von Keith Symon das Fixed Field Alternating Gradient Synchrotron (FFAG), dessen Prototyp 1956 bei der Midwestern Universities Research Association (MURA) entwickelt wurde.
Ohkawa schlug 1960 mit Donald Kerst ein Stabilisierungsverfahren für Instabilitäten in Tokamaks über die Erzeugung von Multipol-Feldern vor, was durch Experimente bestätigt wurde. 1968 schlug er vor, die Multipolfelder durch Plasmaströme selbst zu erzeugen, woraus die Plasma Current Multipole Configuration (PCM) und die Doublet-Serie entstand, die die Vorteile der Optimierung des Tokamak-Plasma-Querschnitts zeigten. Aus dem Doublet-Konzept entstand auch das D-III-D Experiment von General Atomics, das auch Einfluss auf das ITER-Konzept hatte.
Er war auch an der Anwendung der Plasmaphysik in der Trennung von radioaktiven Isotopen aus nuklearem Abfall beteiligt (bei der Archimedes Technology Group in San Diego, die er mit gründete).
Ohkawa hielt über 50 Patente, zum Beispiel in Teilchenbeschleunigern, Fusions-Technologie und Biotechnologie.
1968 wurde er Fellow der American Physical Society. 1979 erhielt er den James-Clerk-Maxwell-Preis für Plasmaphysik. 1984 erhielt er den Fusion Power Associates Leader Award.